# Уралики
Уралики — упразднённый посёлок в Ребрихинском районе Алтайского края. На момент упразднения входил в состав Шумилихинского сельсовета. Исключен из учётных данных в 1981 году.

## География
Располагался в верховье реки Степачиха (приток Кулунды), приблизительно в 4,5 километрах (по прямой) к юго-западу от села Шумилиха.

## История
Основан в 1921 г. В 1928 году посёлок Уральский состоял из 141 хозяйства. В административном отношении являлся центром Уральского сельсовета Куликовского района Каменского округа Сибирского края.
Решением Алтайского краевого исполнительного комитета от 28.05.1981 года № 194/3 посёлок исключен из учётных данных.

## Население
По данным переписи 1926 года в посёлке проживало 646 человек (319 мужчин и 327 женщин), основное население — русские.